# Mkazo Ncha Shikana
Le Mkazo Ncha Shikana est une lutte de grappling, soit un ensemble des techniques de contrôle, projection, immobilisation et soumission d'un adversaire dans un combat debout ou au sol, à mains nues.  Il est principalement pratiqué au Sénégal.